# Blecua y Torres
Pour les articles homonymes, voir Blecua et Torres.
Blecua y Torres est une commune d’Espagne, dans la province de Huesca, communauté autonome d'Aragon comarque de Hoya de Huesca.